# Thomas Dunn English
Pour les articles homonymes, voir English.
Thomas Dunn English (29 juin 1819 - 1er avril 1902) est un homme politique démocrate américain qui a représenté la 6e circonscription de l'État du New Jersey à la Chambre des représentants de 1891 à 1895. Écrivain et auteur de chansons, il est également connu pour sa querelle avec Edgar Allan Poe.

## Biographie
English naît à Philadelphie le 29 juin 1819. Il entre à la Friends Academy de Burlington (New Jersey) et sort diplômé de l'école de médecine de l'université de Pennsylvanie en 1839. Sa thèse port sur la phrénologie. Il étudie le droit et s'inscrit au barreau de Philadelphie en 1842, mais s'occupe surtout de journalisme.

### Carrière littéraire

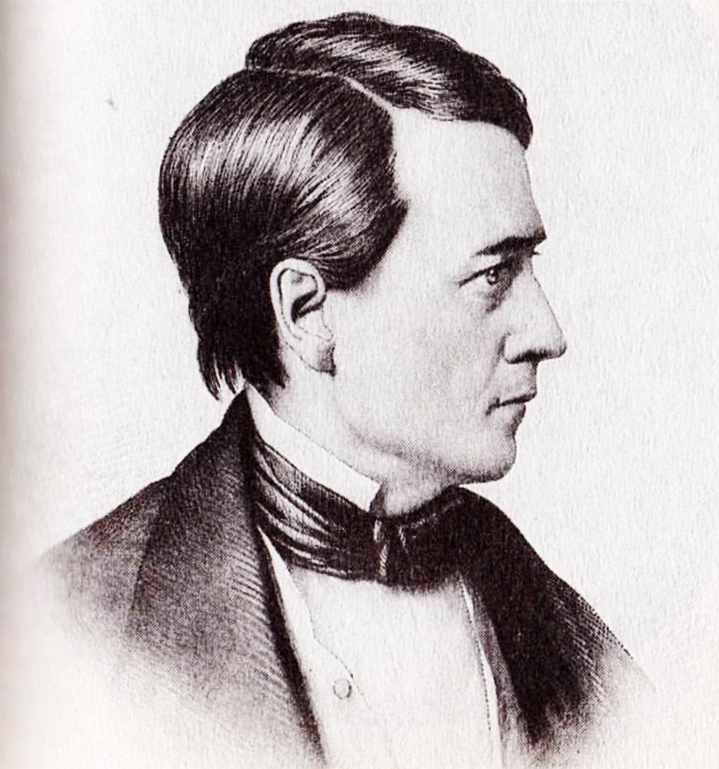
Gravure de Thomas Dunn English, probablement avant 1850.

English écrit des dizaines de poèmes et de pièces de théâtre, aussi bien que des nouvelles et des romans, mais sa réputation d'écrivain vient surtout de la ballade Ben Bolt (1843). Écrite pour le New York Mirror de Nathaniel Parker Willis, elle est adaptée en chanson et devient très populaire, donnant son nom à un bateau à vapeur et à un cheval de course. Parmi les autres œuvres, on trouve un roman sur la tempérance, Walter Woolfe, or the Doom of the Drinker, en 1842 et le roman politique MDCCCXLII. or the Power of the S. F. en 1846. Il est rédacteur en chef fondateur du mensuel Aristidean de New York, dont le premier numéro paraît en février 1845. Par la suite, English a édité plusieurs autres journaux, notamment le magazine humoristique The John Donkey, l'American Review: A Whig Journal et le Sartain's Magazine.
English est un ami de l'auteur Edgar Allan Poe, mais leurs relations s'aigrissent à l'occasion d'un scandale impliquant Poe et les poétesses Frances Sargent Osgood et Elizabeth F. Ellet. Après qu'il a été suggéré qu'elle avait fait preuve d'indiscrétions dans certaines lettres qu'elle avait adressé à Poe, Ellet demande à ce dernier, par l'intermédiaire de son frère, de lui rendre celles-ci. De son côté, Poe affirme les lui avoir déjà retournées et demande à English de lui prêter un pistolet pour se défendre des fureurs du frère d'Ellet. English se montre sceptique, devant l'histoire de Poe, et lui suggère de retirer ses « accusations infondées » contre Ellet pour mettre fin au scandale. Furieux, Poe entraîne English dans une bagarre, au cours de laquelle il est blessé au visage par la bague d'English. Par la suite, Poe a affirmé qu'il avait donné à English « un coup de fouet dont il se souviendra au jour de sa mort », bien qu'English l'ait nié. Quoi qu'il en soit, le combat met fin à leur amitié et vient alimenter le scandale de nouveaux bruits.

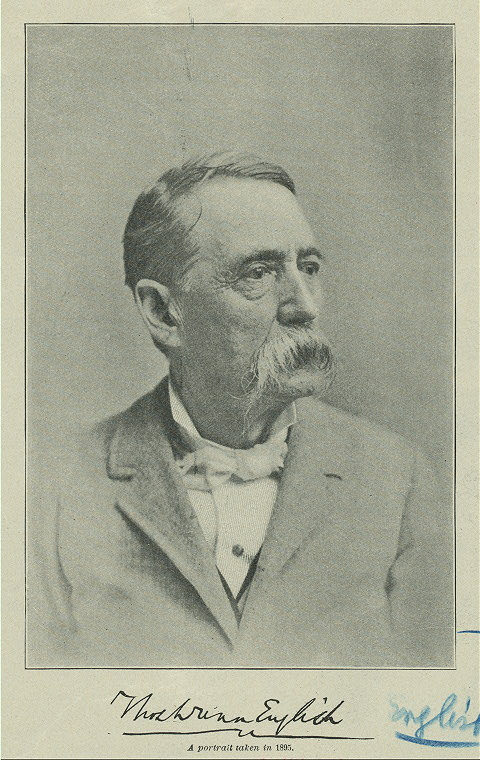
Gravure de Thomas Dunn English, d'après un portrait de 1895.

Plus tard dans l'année, Poe critique sévèrement le travail d'English dans le cadre de ses « Literati de New York », publiés dans le Godey's Lady's Book, dans lequel il le présente comme « un homme sans l'éducation scolaire commune s'appliquant à tenter d'enseigner au genre humain les sujets littéraires ». Les deux hommes ont plusieurs confrontations, portant généralement sur leurs mutuelles caricatures littéraires. L'une des lettres d'English, parue le numéro du 23 juillet 1846 du New York Mirror conduit Poe à porter plainte contre les responsables du Mirror pour diffamation — la justice lui donne raison. Poe reçoit 225 dollars et six cents, ainsi que 101 dollars et 42 cents de frais de justice. La même année, English publie un roman intitulé 1844, or, The Power of the S.F. L'intrigue met en scène des sociétés secrètes et a pour thème principal la vengeance. L'un des personnages, nommé Marmaduke Hammerhead, le célèbre auteur de The Black Crow, emploie des phrases comme « jamais plus » (Nevermore) et « Lénore perdue » (lost Lenore). Cette parodie évidente de Poe le présente comme un ivrogne, un menteur et l'auteur de violences domestiques. En réponse, Poe écrit la nouvelle La Barrique d'amontillado, qui comprend des références très spécifiques au roman d'English. Un autre de ses contes fait également référence à English, Hop-Frog. Des années plus tard, quand English édite le magazine The Old Guard, fondé par Charles Chauncey Burr (en), un défenseur de Poe, il trouve le moyen de publier un article contre Poe en juin 1870 et un autre défendant le pire détracteur de celui-ci, Rufus Griswold, en octobre 1870.

### Carrière politique
La première incursion d'English dans la politique date de l'époque où il défend l'annexion du Texas. Il s'installe en Virginie en 1852, à New York en 1857 et à Newark l'année suivante. Il est membre de l'Assemblée générale du New Jersey en 1863 et 1864.
English est élu comme candidat démocrate aux 52e et 53e Congrès, occupant ces fonctions du 4 mars 1891 au 3 mars 1895. Il préside la Comité sur la circulation des liqueurs alcooliques au 53e Congrès. En revanche, il est battu lors des élections de 1894 au 55e Congrès.

### Dernières années et décès
Après son départ du Congrès, English reprend ses activités littéraires à Newark. En 1896, il publie Reminisces of Poe, ouvrage dans lequel il revient sur le scandale. Bien qu'hostile, il rejette les rumeurs selon lesquelles Poe aurait consommé de la drogue : « Si Poe prenait habituellement de l'opium quand je l'ai connu (avant 1846), je l'aurais découvert, à la fois comme médecin et comme homme d'observation, lors de ses fréquentes visites dans ma chambre, mes visites à sa maison et nos rencontres ailleurs – je n'ai vu aucun signe et considère qu'il s'agit d'une calomnie sans fondement. »
English décède le 1er avril 1902 ; il est inhumé au cimetière de Fairmount, à Newark. Sur sa tombe est inscrite cette phrase : « Auteur de Ben Bolt ».